# Thomas Chapin
Thomas Chapin (* 9. März 1957 in Manchester (Connecticut); † 13. Februar 1998 in Providence (Rhode Island)) war ein US-amerikanischer Musiker des Modern Creative Jazz (Alt- und Sopransaxophon, Flöte, Komposition).

## Leben und Wirken
Chapin studierte an der Rutgers University und dann privat bei Jackie McLean und Kenny Barron. Ab 1981 war er bei Lionel Hampton, zunächst als erster Altist, dann als musikalischer Leiter des Orchesters tätig, bevor er von 1988 bis 1989 bei Chico Hamilton spielte. Sein erstes Album „Radius“ (mit Ronnie Mathews, Ray Drummond und John Betsch) entstand 1984. Sein Trio (mit Bassist Mario Pavone und Drummer Michael Sarin) trat 1990 beim Newport Jazz Festival auf und operierte von der Knitting Factory aus, um bei Festivals in aller Welt aufzutreten und anerkannte Platten vorzulegen. Weiterhin spielte er im Duo mit Borah Bergman und in anderen Konstellationen, u. a. in Mario Pavones Septett (Song for (Septet), 1994), mit Tom Harrell, mit Sylvie Courvoisier, Kiyoto Fujiwara oder den Gruppen Machine Gun (u. a. mit Jair-Rôhm Parker Wells) und Medeski, Martin & Wood. Er kooperierte weiterhin mit Drummond, Tom Varner und Ned Rothenberg. 1995 wurde er nach Baden-Baden zum New Jazz Meeting eingeladen. Um den an Leukämie erkrankten Chapin bei der Finanzierung seiner Behandlung zu unterstützen, haben seine Musikerkollegen kurz vor seinem Tod ein Benefizkonzert organisiert.
Chapin verfügte auf dem Saxophon über einen kräftigen, obertonreichen Sound, während er auf der Flöte die Errungenschaften von Eric Dolphy mit der Überblastechnik von Rahsaan Roland Kirk kombinierte. Seine Kompositionen bauen auf konzeptionellen Ansätzen von Ornette Coleman auf; seine Improvisationen entwickelte er eher motivisch mit vielen Zitaten, dynamischen Kontrasten und gelegentlichen Exkursionen in den Rhythm and Blues.